# شاه‌توت‌کوب رنگین
شاه‌توت‌کوب رنگین (نام علمی: Paramythiidae) نام یک تیره از راسته گنجشک‌سانان است.